# Tag der Republik (Niger)
Der Tag der Republik (französisch Journée de la République) am 18. Dezember ist ein gesetzlicher Feiertag in Niger. Er wurde von 1974 bis 2022 auch als Nationalfeiertag Nigers begangen.

## Geschichte
Die Verfassungsgebende Versammlung rief am 18. Dezember 1958 die Republik Niger innerhalb der Communauté française aus. Die vollständige staatliche Unabhängigkeit von Frankreich erfolgte erst am 1. August 1960, wobei die Unabhängigkeitserklärung zwei Tage später am 3. August 1960 verlesen wurde.
Die gesetzlichen Feiertage des Landes wurden erstmals am 24. Dezember 1959 festgelegt. Der Tag der Republik am 18. Dezember wird seitdem in Erinnerung an die Ausrufung der Republik 1958 begangen. Von 1974 bis 2022 wurde dieser Tag außerdem als der offizielle Nationalfeiertag Nigers gefeiert, der vorher und nachher am 3. August, dem Unabhängigkeitstag, terminlich festgelegt war.

## Traditionen
Zum Tag der Republik wird traditionell ein großes Militär- und Zivil-Defilee veranstaltet. Die Hauptfeierlichkeiten finden an jährlich wechselnden Orten in Niger statt; eine Vorgehensweise, die 2006 eingeführt wurde. Die Abgeordneten der Nationalversammlung tragen an diesem Tag eine Schärpe in den Farben der Flagge Nigers.
Die Verleihungen der meisten Orden und Ehrenzeichen der Republik Niger finden in der Regel am 3. August und am 18. Dezember statt. Dies betrifft den Nationalorden Nigers, den Verdienstorden Nigers, die Militärmedaille, den Verdienstorden für Landwirtschaft, den Orden der akademischen Palmen, die Ehrenmedaille für das Gesundheitswesen und die Ehrenmedaille für das Zollwesen. Die Verleihungen nimmt der Staatspräsident in seiner Eigenschaft als Großmeister der Nationalorden vor.